# 蕭祥曜
蕭祥曜（1509年—1543年），字文奎，江西吉安府泰和縣人，民籍，明朝政治人物。

## 生平
嘉靖十三年（1534年）甲午科江西鄉試第二名舉人。嘉靖十四年（1535年），登乙未科第三甲第七十三名進士。授行人司行人，十七年八月選雲南道試監察御史，次年實授，疏論留守輔臣顧鼎臣、侍郎張潮狥私用人，二十年任巡关御史，在居庸关泰安寺后改建叠翠书馆。二十二年差巡按山西，赴任中因病卒于阜城。

## 家族
曾祖蕭季脩，贈給事中；祖父蕭彥德；父蕭甫璽。母陳氏。永感下。